# 公務員庁
公務員庁（こうむいんちょう）とは、「国家公務員の総人件費2割削減」という第45回衆議院議員総選挙における民主党のマニフェストに記載された政策を実現するために、民主党の地域主権・規制改革研究会による提言に基づいて第22回参議院議員通常選挙のマニフェストに記載され、その半年後に政府の国家公務員制度改革推進本部が民主党の公務員制度改革・総人件費改革プロジェクトチーム（PT）に提示した改革案に盛り込まれた、新設の内閣府外局の仮称。設置のための法案が国会に提出されたが成立しなかった。

## 経緯
民主党は、政権を獲得した第45回衆議院議員総選挙のマニフェストに「国家公務員の総人件費2割削減」を記載した。が、現在の人事院勧告の制度の下では、そのマニフェストを実現することが極めて困難であると考えられた。
それゆえ、2010年4月22日、党の地域主権・規制改革研究会は、政権を獲得してから初めての全国的な国政選挙であった第22回参議院議員通常選挙のマニフェストにも同旨を維持するために、現在の国家公務員に認められていない労働協約締結権を認め、そのための政府（雇用者・使用者）側の窓口として新たに「公務員庁」を設置することなどを盛り込んだ提言をまとめた。それを受けて民主党は、同旨をそのまま参議院議員選挙のマニフェストに記載した。
2010年12月7日、政府の国家公務員制度改革推進本部は、民主党の公務員制度改革・総人件費改革プロジェクトチーム（PT）に「公務員庁」の新設などを盛り込んだ改革案を提示した。
現在の人事院や総務省行政管理局等に分散されている給与制度や定員の管理、人件費などの権限を移管・集約するものであった。
公務員庁設置のための法案は、公務員庁設置法案として、2011年6月3日に、第177回国会に提出され、第181国会まで衆議院で継続審議となり、衆議院解散で廃案となった。